# İsmail Köybaşı
İsmail Köybaşı (* 10. července 1989, İskenderun) je turecký fotbalový obránce a reprezentant hrající v klubu Beşiktaş JK.

## Reprezentační kariéra
İsmail Köybaşı nastupoval za turecké mládežnické výběry od kategorie do 19 let.
V A-týmu Turecka debutoval 12. srpna 2009 v přátelském utkání v Kyjevě s domácím týmem Ukrajiny (výhra 3:0).